# 埃斯塔尼
埃斯塔尼，是西班牙加泰罗尼亚巴塞罗那省的一个市镇。总面积10平方公里，总人口403人（2001年），人口密度40人/平方公里。